# Бальдрам
Бальдрам (пол. Baldram, нім. Baldram; 1938-45:Mergental) — село в Польщі, у гміні Квідзин Квідзинського повіту Поморського воєводства.
Населення — 384 особи (2011).
У 1975-1998 роках село належало до Ельблонзького воєводства.

## Демографія
Демографічна структура станом на 31 березня 2011 року:
|          | Загалом | Допрацездатний вік | Працездатний вік | Постпрацездатний вік |
| -------- | ------- | ------------------ | ---------------- | -------------------- |
| Чоловіки | 193     | 45                 | 136              | 12                   |
| Жінки    | 191     | 45                 | 113              | 33                   |
| Разом    | 384     | 90                 | 249              | 45                   |